# NA-2517
La  NA-2517  es una carretera local perteneciente a la Red de Carreteras de Navarra que se inicia en Glorieta Gasolinera en Villava y termina en PK 6,41 de N-121-A. Tiene una longitud de 1,87 kilómetros divididos en dos tramos.